# 張惟儁
张惟儁（1838年—1914年），字子鎔，一字怡伯，号友谔，晚号平园，又号芙蓉山人，亦曰知畏斋，行七。湖南善化人。晚清政治人物，授奉政大夫，晋授中宪大夫。

## 生平
张惟儁生于道光十八年（1838年）戊戌八月二十二日卯时，咸丰十年（1860年）庚申岁试补县学附生，同治三年（1864年）甲子并补行辛酉科乡试中举人，同治七年（1868年）戊辰科考中进士，籖分吏部文选司兼稽勳司主事员外郎衔，辛未会试对读官，考试中书提调官，歷派陪祀天坛及护送陵差、总理同乡官印结、奏办保甲局。民国三年（1914年）1月1日即阴曆癸丑十二月初六日辰时卒，寿七十六岁，葬本邑六都官冲庄山丁山癸向。

## 著作
著有《知畏斋文集》十卷、《诗集》二卷、《易解汇臆》四卷、日记数十卷，待梓。

## 家庭
父世敏。子汉鹏。女八，慈贞适李恒耀、慧贞适刘铭谦、寿贞适黄家夑、喜贞适杨昌镳、运贞适陈继鹤、满贞适丁传瑶。